# Kirk Fordice
Daniel Kirkwood "Kirk" Fordice, Jr., född 10 februari 1934 i Memphis, Tennessee, död 7 september 2004 i Jackson, Mississippi, var en amerikansk republikansk politiker. Han var guvernör i Mississippi 1992–2000.
Fordice avlade 1957 masterexamen vid Purdue University och tjänstgjorde sedan i USA:s armé. Han var verksam som verkställande direktör för byggföretaget Fordice Construction Company innan han blev guvernör. Hans politiska agenda var konservativ, att främja affärslivets intressen och under hans tid som guvernör avskaffades delstatens kapitalvinstskatt för företag med hemort i Mississippi. Fordice efterträdde 1992 Ray Mabus som guvernör och efterträddes 2000 av Ronnie Musgrove.
Fordice avled 70 år gammal i leukemi i Jackson och gravsattes på begravningsplatsen Parkway Memorial Cemetery i Ridgeland.